# Portland Road
Die Portland Road ist eine Straße im Londoner Stadtteil Notting Hill im Bezirk Kensington and Chelsea. Die in den 1850er Jahren angelegte Straße beginnt im Süden an der Holland Park Avenue und endet im Norden an der Clarendon Road.

## Geschichte

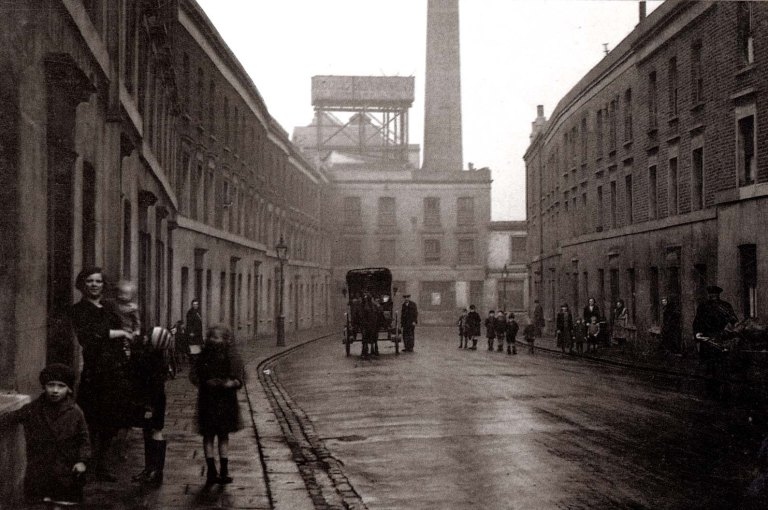
Das nördliche Ende der Portland Road mit der Notting Hill Brewery (um 1900)

Die Straße gilt seit jeher als eine Grenzregion zwischen Arm und Reich. So stellte der englische Sozialforscher Charles Booth bereits Ende des 19. Jahrhunderts fest, dass die Portland Road aus zwei Hälften besteht, deren nördliches Ende von Armut geprägt ist und deren südlicher Abschnitt über einen relativen Wohlstand verfügt. Hier lebten an unterschiedlichen Enden derselben Straße die jeweils wohlhabendsten und ärmsten fünf Prozent der Londoner Bevölkerung in unmittelbarer Nachbarschaft. Nirgendwo in London, so Booth weiter, trafen zwei Welten mit solcher Macht aufeinander wie hier. Aber die sozialen Gegensätze prägten nicht nur die Straße selbst, sondern auch deren unmittelbare Umgebung. So befanden sich östlich der Portland Road die exklusiven Wohnhäuser des Ladbroke Estate von Notting Hill und westlich von ihr die Reste eines Slums, das auch unter der Bezeichnung Notting Dale bekannt war. Dort lebten Booth zufolge Gelegenheitsarbeiter, Straßenverkäufer, Faulenzer, Kriminelle und Halbkriminelle.
Das nahegelegene Notting Dale beschrieb Booth als das übelste Viertel von London. In diesem Gebiet ließen sich 1862/63 rund 50 Zigeunerfamilien nieder und drangen später bis zur Portland Road vor, wodurch über Jahrzehnte hinweg die zukünftige Bewohnerstruktur geprägt war. Notting Dale war nicht nur ein unschöner Ort, sondern die Mehrheit seiner Bewohner galt als kriminell, was Booth zu der häufiger zitierten Feststellung veranlasste, die Bewohner dieses Viertels seien „eher kriminell als arm“.
In den 1950er Jahren änderte sich die Gegend und Notting Dale war – trotz seiner langjährigen Besiedlung durch Zigeuner und irische Migranten – eine vorwiegend weiße und nahezu geschlossene Gemeinschaft, während sich in benachbarten Gebieten viele Migranten aus dem westindischen Raum und Afrika niedergelassen hatten. In diesem rassisch-explosiven Gemisch galt die Portland Road als Pufferzone zwischen beiden Welten.
Durch eine zunehmende Gentrifizierung in den 1960er und 1970er Jahren verbesserte sich der Ruf der Portland Road, aber die Preise blieben zunächst noch im erschwinglichen Rahmen. In jener Zeit wurde unter Nummer 135 der Portland Road die exklusive Restaurant-Bar Julie´s eröffnet, in der Größen wie The Beatles, The Rolling Stones und Roxy Music verkehrten.
Doch in den letzten Jahren hat die Gentrifizierung im südlichen Straßenabschnitt zu einem rasanten Preisanstieg und einer neuen Bevölkerungsstruktur geführt. Die dort lebenden Schauspieler, Stückeschreiber und Musiker konnten sich die rasant gestiegenen Mieten nicht mehr leisten und mussten den Topbankern, Finanzanalysten und Steuerflüchtigen weichen. Dagegen scheint die Zeit im nördlichen Abschnitt stehengeblieben zu sein. Dort befinden sich die in den 1930er Jahren errichteten Sozialwohnungen (Winterbourne House und Nottingwood House), in denen früher Brauereibedienstete lebten. Die Durchschnittspreise für Wohneigentum betragen dort nur rund zehn Prozent des Wertes, der im südlichen Straßenabschnitt zu bezahlen ist.